# Myelochroa sikkimensis
Myelochroa sikkimensis är en lavart som beskrevs av Divakar, Upreti, G. P. Sinha & Elix. Myelochroa sikkimensis ingår i släktet Myelochroa och familjen Parmeliaceae.   Inga underarter finns listade i Catalogue of Life.